# Киршнер, Джейми Ли
Джейми Ли Киршнер (англ. Jaime Lee Kirchner; род. 23 августа 1981, ФРГ) — американская актриса, певица и танцовщица.

## Биография
Киршнер родилась в Германии, но выросла в Кларксвилле, штат Теннесси. Она окончила Нью-Йоркский университет, а в 2005 году дебютировала с одной из центральных ролей в международном туре бродвейского мюзикла Rent. Ранее она появилась в роли одной из танцовщиц в видео Бейонсе «Work It Out».
Киршнер известна благодаря своим ролям на телевидении. Она снялась с Тейлор Шиллинг и Мишель Трахтенберг в медицинской драме NBC «Милосердие» в 2009—2010 годах. Она также имела регулярные роли в недолго просуществовавших сериалах «Просто юристы» (The WB, 2005) и «Доктор мафии» (Fox, 2012—2013), а также была гостем в «Спаси меня», «C.S.I.: Место преступления», «Кукольный дом» и «Необходимая жестокость». В 2014 году, Киршнер получила регулярную роль в прайм-тайм мыльной опере ABC, «Только для членов». Шоу было закрыто каналом до выхода в эфир. В 2015 году она смогла получить ведущую женскую роль в пилоте The CW «Умершие люди».

## Фильмография
| Год       |     | Русское название                     | Оригинальное название          | Роль                 |
| --------- | --- | ------------------------------------ | ------------------------------ | -------------------- |
| 2005      | с   | Спаси меня                           | Rescue Me                      | Молли                |
| 2005      | в   | Путь Карлито 2: Восхождение к власти | Carlito’s Way: Rise to Power   | посетительница клуба |
| 2005—2006 | с   | —                                    | Just Legal                     | Дульсинея «Ди» Рил   |
| 2006      | с   | C.S.I.: Место преступления           | CSI: Crime Scene Investigation | Энджи                |
| 2006      | с   | —                                    | Enemies                        | Стефани              |
| 2008      | ф   | Да, нет, наверное                    | Definitely, Maybe              | Саманта              |
| 2008      | кор | Золотой час Остина                   | Austin Golden Hour             | Лондон               |
| 2009      | с   | Кукольный дом                        | Dollhouse                      | Рейна Расселл        |
| 2009—2010 | с   | Милосердие                           | Mercy                          | Соня Хименес         |
| 2011      | с   | Необходимая жестокость               | Necessary Roughness            | Вивика Стивенс       |
| 2011      | тф  | Я ненавижу, что я тебя люблю         | I Hate That I Love You         | Мисси                |
| 2012—2013 | с   | Доктор мафии                         | The Mob Doctor                 | Оливия Уотсон        |
| 2015      | тф  | Только для членов                    | Members Only                   | Дайана               |
| 2015      | тф  | —                                    | Dead People                    | Чарли                |
| 2016—2022 | с   | Булл                                 | Bull                           | Дэнни Джеймс         |